# Lâu đài Devín
Devín (tiếng Slovakia: Devín - tên được chuẩn hóa từ năm 1990) hay tên thường gọi là Lâu đài Devín (hrad Devín) là tàn tích của một lâu đài được xây dựng theo phong cách kiến trúc Gothic, tọa lạc sừng sững uy nghiêm trong ngôi làng cùng tên ở vùng Bratislava, Slovakia. Lâu đài được công nhận là di tích văn hóa quốc gia vào năm 1961 và được ghi danh vào Danh sách Di tích Trung ương vào năm 1963. Hiện nay, đây là một trong những địa danh lịch sử nổi tiếng nhất ở Slovakia.

## Lịch sử
Theo những phát hiện khảo cổ trong khuôn viên của lâu đài, khu định cư lâu đời nhất của Devín được hình thành từ thời kỳ đồ đá cũ muộn (khoảng 5000 - 4000 năm trước Công nguyên). Lúc bấy giờ, các khu định cư nông dân đầu tiên được thành lập ở vùng Danube.
Lâu đài Devín từng trải qua nhiều biến động nhất và cũng có lịch sử phong phú nhất trong số các lâu đài ở Slovakia. Lâu đài đã chứng kiến thời kỳ vinh quang và sự sụp đổ của Đại Moravia - đơn vị nhà nước đầu tiên của tổ tiên người Slav ở Slovakia. Lâu đài cũng đóng một vai trò quan trọng trong hệ thống pháo đài biên giới của Vương quốc Hungary. Lâu đài Devín cùng với lâu đài Bratislava tọa lạc gần đó tạo thành một cặp lâu đài đại diện quan trọng của lịch sử quốc gia Slovakia. Tầm quan trọng của lâu đài Devín cũng được phản ánh trong nhiều tác phẩm nghệ thuật.